# ولادیمیر لورونیا
ولادیمیر لورونیا (اسپانیایی: Vladimir Loroña‎؛ زادهٔ ۱۶ نوامبر ۱۹۹۸) بازیکن فوتبال اهل مکزیک است.
وی همچنین در تیم ملی فوتبال زیر ۲۳ سال مکزیک بازی کرده‌است.